# Vårflikvinge
Vårflikvinge (Odontosia sieversii) är en fjärilsart som beskrevs av Édouard Ménétries 1856. Vårflikvinge ingår i släktet Odontosia och familjen tandspinnare. Den förekommer från norra och centrala Europa och österut genom Ryssland till norra Kina och Japan. Arten är reproducerande i Sverige.
Fjärilens vingspann är 39–49 millimeter och dess flygtid är tidig vår, från slutet av mars till maj, beroende på lokalt klimat. Larven lever på björkar. Arten övervintrar som puppa.

## Bildgalleri

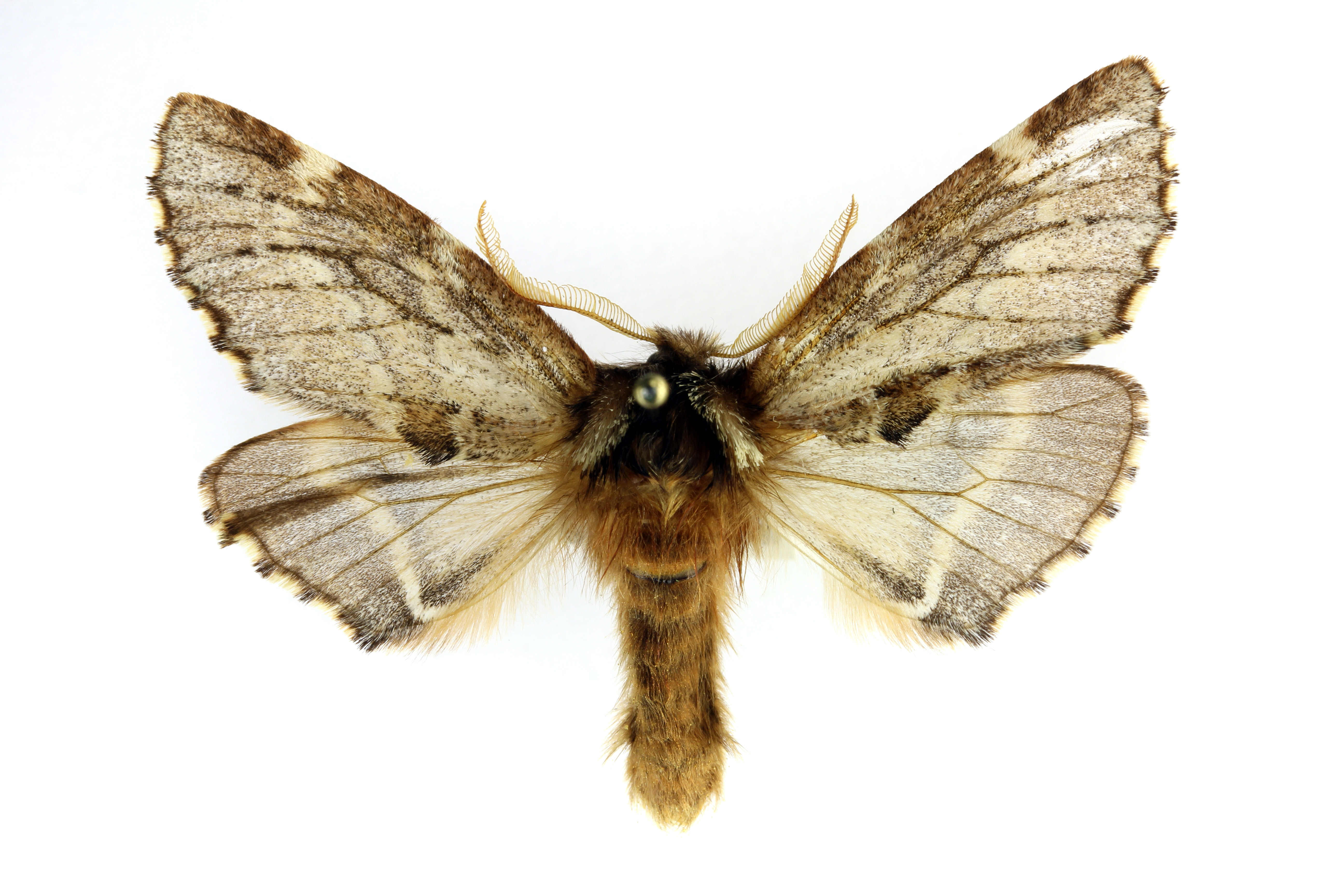
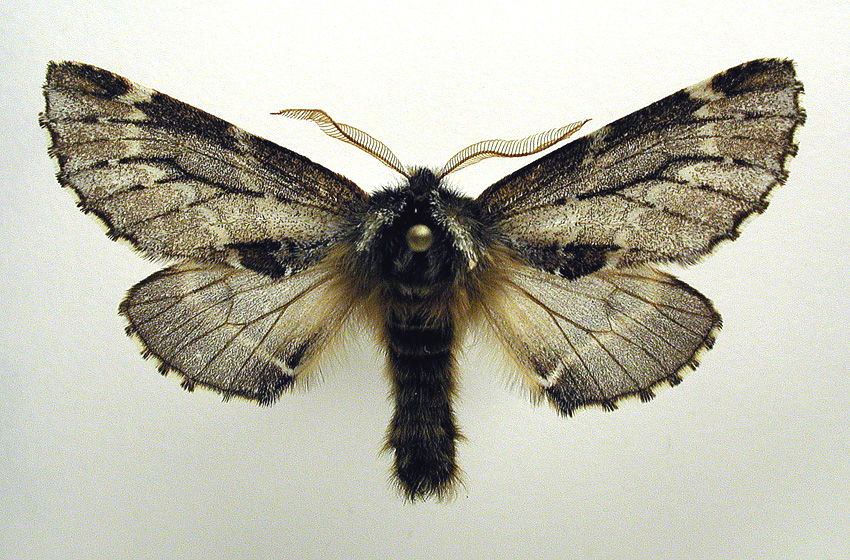